# Emma Severini
Emma Severini (* 18. Juli 2003 in Prato) ist eine italienische Fußballspielerin.

## Karriere

### Verein
Innerhalb der U19 wechselte Severini zur Saison 2019/20 von der AC Florenz in die der AS Rom. Dort ging sie zur Spielzeit 2020/21 in die erste Mannschaft über. Zuvor gab sie bereits am 14. Dezember 2019 ihr Debüt für die Roma in der Serie A, als sie bei einem 4:0-Sieg über Orobico Calcio Bergamo in der 70. Minute für Andressa Alves eingewechselt wurde. In ihrer ersten vollständigen Spielzeit folgten noch fünf weitere Ligaeinsätze.
Nachdem sie zur Folgesaison an Napoli ausgeliehen war, folgte in der Saison 2022/23 eine weitere Leihe zu ihrem ehemaligen Jugendklub AC Florenz. Diesem schloss sie sich zur Spielzeit 2023/24 auch fest an.

### Nationalmannschaft
Mit der U17 nahm sie an der Europameisterschaft 2018 teil. Nach den Qualifikationsspielen für die Europameisterschaft 2020, welche aufgrund der COVID-19-Pandemie nicht stattfinden konnte, ging sie ab 2022 in die U19 über. Mit dieser nahm sie nach erfolgreicher Qualifikation an der Europameisterschaft 2022 teil. Bei der U23 erhielt sie im November 2022 ihre ersten Einsätze.
Ihre erste Nominierung für die A-Nationalmannschaft hatte sie für den Arnold Clark Cup 2023, verblieb hier jedoch noch ohne Einsatz. Ihr Debüt für die Nationalmannschaft gab sie bei einem 0:0-Freundschaftsspiel im Vorfeld der WM 2023, als sie in der Startelf stand und zur zweiten Halbzeit für Giulia Dragoni ausgewechselt wurde. Anschließend wurde sie für den finalen WM-Kader nominiert, kam bei dem Turnier jedoch nicht zum Einsatz.
Am 24. Juni 2025 wurde sie für den EM-Kader nominiert.

### Auszeichnungen
- Premio Bulgarelli Number 8: 2024/25